# Apodemus gurkha
Apodemus gurkha é uma espécie de roedor da família Muridae.
Apenas pode ser encontrada no Nepal.